# Régime alimentaire
Ne doit pas être confondu avec spectre alimentaire ou mode d'alimentation.
Pour les régimes alimentaires d'ordre culturel pratiqués par l'Homme, voir Pratique alimentaire. Pour les régimes visant à perdre du poids, voir Régime amaigrissant.

Dendrogramme circulaire des principaux régimes alimentaires.

En zoologie, un régime alimentaire décrit le type d'aliments et/ou d'organismes dont une espèce se nourrit habituellement, ou plus généralement dont elle peut se nourrir. Si les plantes synthétisent directement leurs nutriments, les animaux sont dépendants d'une ou plusieurs autres espèces pour leur nourriture. Le régime alimentaire, qu'il soit carnivore, herbivore ou autre, a une influence prépondérante sur le comportement. Il détermine notamment le statut de prédateur ou de proie dans la chaîne alimentaire. Le régime alimentaire peut être généraliste pour les omnivores ou plus ou moins spécialisé pour les sténophages.
Certaines espèces animales ont des régimes alimentaires différents à l'état de larve (ou de jeune) et d'adulte (ex : têtard herbivore ou détritivore, et grenouille ou crapaud carnivore, perdreaux insectivores et perdrix adultes granivores). C'est le cas aussi des mammifères qui allaitent leurs petits.
La spécialisation à une source de nourriture donnée est liée à l'évolution de diverses structures anatomiques (bouche, denture, estomac, longueur de l'intestin, griffes, etc.). La denture des vertébrés, notamment, est généralement caractéristique de leur régime alimentaire habituel, sauf exceptions (paradoxe de Liem).

## Variété des aliments
Le régime alimentaire peut être défini selon la variété des aliments consommés.
- monophage (régime mono-spécialisé), qui ne se nourrit que d'une seule sorte d'aliments : la chenille de la Teigne guatémaltèque de la pomme de terre ne vit que dans les tubercules de pomme de terre, le panda géant qui ne se nourrit que de bambou, etc.
- sténophage (régime spécialisé), qui ne consomme qu'un très petit nombre d'espèces.
  - oligophage, qui se nourrit d'aliments provenant d'un seul genre ou d'une seule famille : de nombreux insectes, crustacés, arachnides, etc.
- euryphage (régime alimentaire large), qui consomme une grande variété d'aliments.
  - pantophage, qui se nourrit de tout, indistinctement.
  - polyphage, qui mange plusieurs types différents d'aliments, mais pas de tout : le mulot sylvestre ; certaines chenilles, etc.
  - opportuniste, qui adapte son alimentation à ce qu'il trouve dans son environnement : le renard roux, le capucin moine, etc.
  - omnivore, qui mange de tout, que ce soit des aliments d'origine végétale ou animale : chimpanzés, hérissons, opossums, ours, porcins, rats ; le canard colvert, l'espèce humaine, etc.

## Nature physique des aliments

### Taille
- macrophage, qui se nourrit d'aliments macroscopiques (organismes entiers ou éléments d'organismes de grande taille)
- microphage, qui se nourrit d'aliments microscopiques (organismes microscopiques, cellules ou particules) : flamants roses, baleines à fanons, requins-baleines, etc.

### État physique
- durophage, qui se nourrit d'aliments durs (os, coquille, bambou, etc.) : ostéophages, kératinophages, conchyliophages, etc.
- xérophage, qui se nourrit d'aliments secs (fruits séchés, viandes séchées, graines, etc.) : cléthrophage, etc.

## Nature biologique des aliments

### État biologique
- biophage, qui se nourrit de matières organiques vivantes : carnassiers, harpactophage, etc.
- saprophage[2], qui se nourrit de matières organiques mortes : saprophytophage, sapromycétophage, nécrophages, coprophages, etc.

### Aliments d'origine animale

#### Tissus biologiques
- carnivore (ou créophage/créatophage), qui se nourrit de chair animale : félins, canins, ours, poissons carnassiers, etc.
- kératinophage (ou kératophage), qui se nourrit tissus kératineux (cheveux, poils, ongles, etc.) : certains insectes.
- lépidophage, qui se nourrit spécifiquement d'écailles de poisson : poissons du genre Cyprinodon.
- mallophage, qui se nourrit de plumes, de laine, de poils, de cheveux : certaines espèces de poux (ex : le poux des oiseaux)
- ostéophage (ou ossivore), qui se nourrit d'os : certaines espèces de vautours (ex : le gypaète barbu).
- ptérygophage, qui se nourrit de nageoires : poissons du genre Belonophago, Eugnathichthys, Ichthyborus et Phago.

#### Fluides biologiques
- hématophage (ou sanguinivore), qui se nourrit principalement de sang : moustiques, sangsues, chauve-souris vampires, etc.
- lactivore (ou galactophage), qui se nourrit de lait : jeunes mammifères
- mucophage (ou mucivore), qui se nourrit de mucus : le labre nettoyeur à queue rouge ; certains poux de mer, etc.
- oophage (ou ovivore), qui se nourrit œufs : serpents du genre Dasypeltis, etc.

### Aliments d'origine végétale

#### Tissus biologiques
- folivore (ou phyllophage), qui se nourrit de feuilles : paresseux, koalas, girafes, iguanes, scarabées, escargots, bovinés, etc.
- herbivore stricto sensu (ou herbiphage†), qui se nourrit d'herbes : girafes, antilopes, vaches, éléphants, escargots, limaces, etc.
- radicivore (ou rhizophage), qui se nourrit de racines ou de rhizomes : charançons, scarabées, campagnols, taupes, etc.
- tubérivore, qui se nourrit de tubercules : rongeurs (ex : mulots), sangliers, la teigne de la pomme de terre, etc.
- xylophage (ou lignivore), qui se nourrit de bois (au sens large) : termites, cérambycidés, lyctus, vrillettes, etc.
  - cambiophage, qui se nourrit de cambium[3],[4]
  - corcitiphage, qui se nourrit de la zone corticale (écorce) d'un arbre ou d'un arbuste[3],[4]
  - phloémophage, qui se nourrit de phloème
  - subérivore, qui se nourrit de suber (liège, partie de l'écorce)
  - xylémophage, qui se nourrit de xylème (couches internes du bois, c'est-à-dire le bois stricto sensu)[3],[4]

#### Tissus liés à la reproduction
- florivore (ou anthophage), qui se nourrit de fleurs : marmottes alpines[5], lapins, cervidés, oiseaux (ex : perroquets)[6], chenilles, etc.
- frugivore (ou carpophage), qui se nourrit de fruits : nombreux oiseaux, certains singes, mouches et chauves-souris, etc.
- granivore (ou spermatophage†/spermophage†), qui se nourrit de graines : rongeurs, de nombreux oiseaux, etc.
- pollinivore (ou palynophage), qui se nourrit de pollen : abeilles, bourdons, certaines espèces de guêpes, etc.

#### Fluides biologiques
- exsudativore, qui se nourrit d'exsudats (suc, résine, gomme naturelle, latex, etc.) : certains marsupiaux et petits primates[7]
  - gommivore, qui se nourrit de gomme naturelle
  - succivore (ou opophage), qui se nourrit de la sève : certains coléoptères (ex : cétoine Mausoleopsis amabilis)
- méliphage (ou méllivore), qui se nourrit de miel ou de miellat : abeilles, ours, fourmis, certaines guêpes, etc.
- nectarivore (ou nectariphage), qui se nourrit de nectar : certains oiseaux (ex : colibris) et chauves-souris

### Détritus et résidus organiques
- arénivore (ou psammivore), qui se nourrit de sable : concombres de mer, poissons du genre Geophagus
- coprophage (ou scatophage), qui se nourrit d'excréments : bousiers, mouches, cafards, etc.
- détritivore (ou saprophage lato sensu)[8], qui se nourrit de détritus organiques : de nombreux insectes, vers, crustacés et mollusques.
- géophage, qui se nourrit principalement de terre ou de substances similaires : lombrics
- humivore, qui se nourrit d'humus : termites
- limivore (ou pélophage), qui se nourrit de boue, de vase, de limon : certains poissons, vers et bivalves.
- nécrophage, qui se nourrit d'animaux morts : vautours, hyènes, fourmis, mouches, coléoptères, etc.
  - charognard, qui se nourrit de charognes, en parlant de vertébrés : vautours, corbeaux, hyènes, coyotes, etc.
- sapromycophage (ou sapromycétophage), qui se nourrit de champignons en décomposition : coléoptères (ex : Leiodidae) [9]
- saprophytophage, qui se nourrit de matières végétales en décomposition : certains vers (ex : Enchytraeus albidus) [10]
  - saprorhizophage, qui se nourrit de racines en décomposition : certains vers de terre[11]
  - saproxylophage, qui se nourrit principalement de bois mort en décomposition : larves de certains coléoptères
- saprozoophage, qui se nourrit de matières animales en décomposition : certains coléoptères (ex : Colobicus hirtus, Adelocera punctata)[12]

## Types d'organismes

### Grands types d'organismes
- bactérivore (ou bactériophage)[13], qui se nourrit de bactéries : nématodes, protozoaires (ex : amibes), etc.
- mycophage/mycétophage (ou fongivore), qui se nourrit de champignons (mycètes)
- phytophage (ou végétivore†, herbivore lato sensu[14]), qui se nourrit de végétaux, de matières végétales (plantes ou algues)
- protozoophage, qui se nourrit de protozoaires : nématodes, crustacés planctoniques, etc.[15]
- virovore (ou virophage)[16], qui se nourrit d'autres virus : protozaires[17] (ex : ciliés du genre Halteria)[18], éponges[19],[20], etc.
- zoophage (ou animalivore†), qui se nourrit d'animaux, de matières animales (ex : chair, sang, os)

### Groupes d'organismes
- algivore (ou algophage/phycophage), qui se nourrit d'algues : certains poissons, mollusques et crustacés.
- arachnivore, qui se nourrit d'arachnides : certains reptiles (ex : Diplodactylus granariensis granariensis)
- corallivore, qui se nourrit de corail : certains poissons récifaux, échinodermes, mollusques, crustacés et annélides
- crustacivore, qui se nourrit de crustacés : sarigues, etc.
- insectivore (ou entomophage), qui se nourrit d'insectes : hérissons, certaines chauves-souris[21]
- mammalophage, qui se nourrit de mammifères : serpents, etc.
- médusivore, qui se nourrit de méduses : l'anémone de mer blanche ; argonautes, etc.
- molluscivore (ou malacophage), qui se nourrit de mollusques : certains poissons, oiseaux et insectes.
- nécrophage, qui se nourrit de cadavres et/ou de matières animales en décomposition : vautours, hyènes, fourmis, mouches, etc.
- ornithophage (ou avivore), qui se nourrit principalement d'oiseaux : l'épervier, etc.
- piscivore (ou ichtyophage), qui se nourrit principalement de poissons : loutres, balbuzards pêcheurs, phoques, ours, etc.
- ranivore (ou anourophage), qui se nourrit d'anoures (grenouilles, crapauds, etc.) : certains rongeurs, loutres, visons, serpents, etc.
- reptilivore (ou saurophage), qui se nourrit de reptiles : certains serpents et lézards.
- spongivore, qui se nourrit principalement d'espèces d'éponges : la tortue imbriquée ; certains poissons et nudibranches, etc.
- vermivore, qui se nourrit principalement de vers : lézards, salamandres, taupes, hérissons, etc.
- xylomycétophage (ou xylofongivore, xylomycophage), qui se nourrit de champignons xylophiles : certains coléoptères[3]

## Régimes spécifiques

### Organismes animaux
- acariphage, qui se nourrit d'acariens
- acridophage, qui se nourrit d'acridiens (sauterelles, criquets, etc.)
- ægophage, qui se nourrit de viandes de chèvre
- aleurodiphage, qui se nourrit d'aleurodes : coccinelles[22],[23]
- anthropophage, humain qui consomme de la viande humaine
- aphidiphage (ou aphidivore), qui se nourrit de pucerons : coccinelles, chrysopes, syrphes, etc.[24]
- apivore, qui se nourrit d'abeilles : frelons, bondrée apivore (rapace), etc.
- aranéophage, qui se nourrit d'araignées
- cancrivore, qui se nourrit de crabes : sarigues
- chélonophage, qui se nourrit de tortues
- conchyliophage, qui se nourrit de coquillages (mollusques à coquilles)
- cynophage, qui se nourrit de viandes de chien
- érucivore, qui se nourrit de chenilles
- héliciphage, qui se nourrit d'escargots
- hippophage, qui se nourrit de viandes de cheval
- ixodiphage, qui se nourrit de tiques
- larvivore, qui se nourrit de larves
- muscivore, qui se nourrit de mouches
- myrmécophage (ou formicivore), qui se nourrit de fourmis : tamanoirs, pangolins, tatous, etc.
- nématophage, qui se nourrit de nématodes
- ophiophage (ou serpentivore), qui se nourrit de serpents : hérons
- ostréophage, qui se nourrit d'huîtres
- phthirophage, qui se nourrit de poux
- pupivore, qui se nourrit de pupes
- termitophage, qui se nourrit de termites
- teuthophage, qui se nourrit de céphalopodes
- zooplanctonophage (ou zooplanctonivore), qui se nourrit de zooplancton : poissons du genre Cirrhilabrus

### Organismes végétaux
- acanthophage, qui se nourrit de plantes épineuses (ex : chardons) : ânes
- ampélophage, qui se nourrit de vignes : les cigariers, la cochenille blanche, certaines chenilles, etc.
- carotivore, qui se nourrit de carottes
- baccivore, qui se nourrit de baies : merlebleu de l'Est
- cocovore, qui se nourrit de noix de coco
- conophage, qui se nourrit de conifères (graines et cônes)
- éléophage, qui se nourrit d'olives
- forbivore, qui se nourrit de phorbes
- glandivore (ou balanophage), qui se nourrit de glands : le pic glandivore ; sangliers, écureuils, etc.
- graminivore, qui se nourrit d'herbes graminoïdes
- hétéroconophage, qui se nourrit de conifères (en particulier des tiges et des aiguilles)
- nucivore, qui se nourrit de noix (fruit du noyer)
- oryzivore, qui se nourrit de riz
- phytoplanctonophage (ou phytoplanctonivore), qui se nourrit de phytoplancton
- pinivore, qui se nourrit de pin (aiguilles) : processionnaire du pin
- quercivore, qui se nourrit de chêne (feuilles)
- salicivore, qui se nourrit de saule (feuilles)
- sitophage, qui se nourrit de blé
- sycophage, qui se nourrit de figues
- zéophage, qui se nourrit de maïs

### Organismes fongiques
- truffivore, qui se nourrit de truffes

### Organismes microbiens
- actinophage, virus qui se « nourrit » d'actinomycètes
- coliphage, virus qui se « nourrit » de bactéries coliformes
- cyanophage, virus qui se « nourrit » de cyanobactéries
- thermophage, virus qui se « nourrit » de thermobactéries (bactéries pouvant vivre à des températures élevées)
- vibriophage, virus qui se « nourrit » de bactéries du genre Vibrio

### Organismes composites
- planctophage/planctonophage (ou planctonivore), qui se nourrit principalement de plancton : baleines à fanons
- lichénivore (ou lichénophage), qui se nourrit de lichens

## Autres
- allotriophage (ou pica, pathologie), qui ingère des substances non nutritives/comestibles
- benthophage, qui se nourrit des organismes et des matières organiques du milieu benthique (fonds marins) : brèmes (ex : brème commune)
- cannibale (ou allélophage), qui mange sa propre espèce : hommes anthropophages, certains poissons, insectes, rongeurs, arachnides, etc.
  - adelphophage (cannibalisme in utéro), qui se nourrit d'un fœtus ou d'un embryon au sein de l'utérus, en parlant d'un fœtus
  - anthropophage (cannibalisme humain), qui se nourrit d'hommes, en parlant d'humains
  - auto-cannibale (autophagie lato sensu), qui se nourrit de son propre corps
  - cannibalisme parental/filial/puerpéral, fait de se nourrir de sa descendance: rongeurs, abeilles (en cas de survie), truite, etc.
  - cannibalisme sexuel, fait de se nourrir de son partenaire avant, pendant ou après l'accouplement : arachnides, mantes religieuses, etc.
  - hétérocannibale, qui se nourrit d'un organisme de son espèce mais pas de sa propre descendance
  - matriphage ou patriphage (cannibalisme filial inversé), qui se nourrit de sa propre mère ou de son propre père
- carnassier, carnivore qui se nourrit de chair fraîche de ses proies[25],[26] : félins, crocodiliens, poissons carnassiers, etc.
- dépositivore (ou déposivore), qui se nourrit de matières organiques déposées au fond de l'eau : concombres de mer, crabes, anguilles, etc.
- harpactophage, qui se nourrit de ses proies vivantes : mantes religieuses, certaines chenilles (ex : genre Eupithecia[27]), etc.
- lithophage, qui ronge la pierre : datte de mer
- neustophage, qui se nourrit d'organismes neustoniques
- pédophage, qui se nourrit des petits de son espèce (cas de cannibalisme parental) ou d'une autre : certains poissons
- placentophage, qui se nourrit de placenta (chez la plupart des mammifères, le placenta est souvent mangé par la mère)
- sédimentivore, qui se nourrit de sédiments : vers marins, oursins, etc.
- suspensivore, qui se nourrit de matières organiques en suspension dans l'eau : certains poissons, huîtres, moules, palourdes, éponges, etc.